# Comuna Pociîno-Sofiivka, Mahdalînivka
Pociîno-Sofiivka (în ucraineană Почино-Софіївка) este o comună în raionul Mahdalînivka, regiunea Dnipropetrovsk, Ucraina, formată din satele Pociîno-Sofiivka (reședința), Sicikarivka și Tarasivka.

## Demografie
Componența lingvistică a satului Pociîno-Sofiivka
     Ucraineană (93,25%)
     Rusă (4,92%)
     Alte limbi (0,32%)
Conform recensământului din 2001, majoritatea populației satului Pociîno-Sofiivka era vorbitoare de ucraineană (93,25%), existând în minoritate și vorbitori de rusă (4,92%) și armeană (1,11%).